# Brindas
Brindas este o comună în departamentul Rhône din sud-estul Franței. În 2009 avea o populație de 5.434 de locuitori.

## Evoluția populației
| An        | 1975  | 1982  | 1990  | 1999  | 2006  | 2009  |
| --------- | ----- | ----- | ----- | ----- | ----- | ----- |
| Populație | 2.097 | 3.204 | 3.555 | 4.555 | 5.243 | 5.434 |